# Kirche des Erzengels Michael (Uschok)

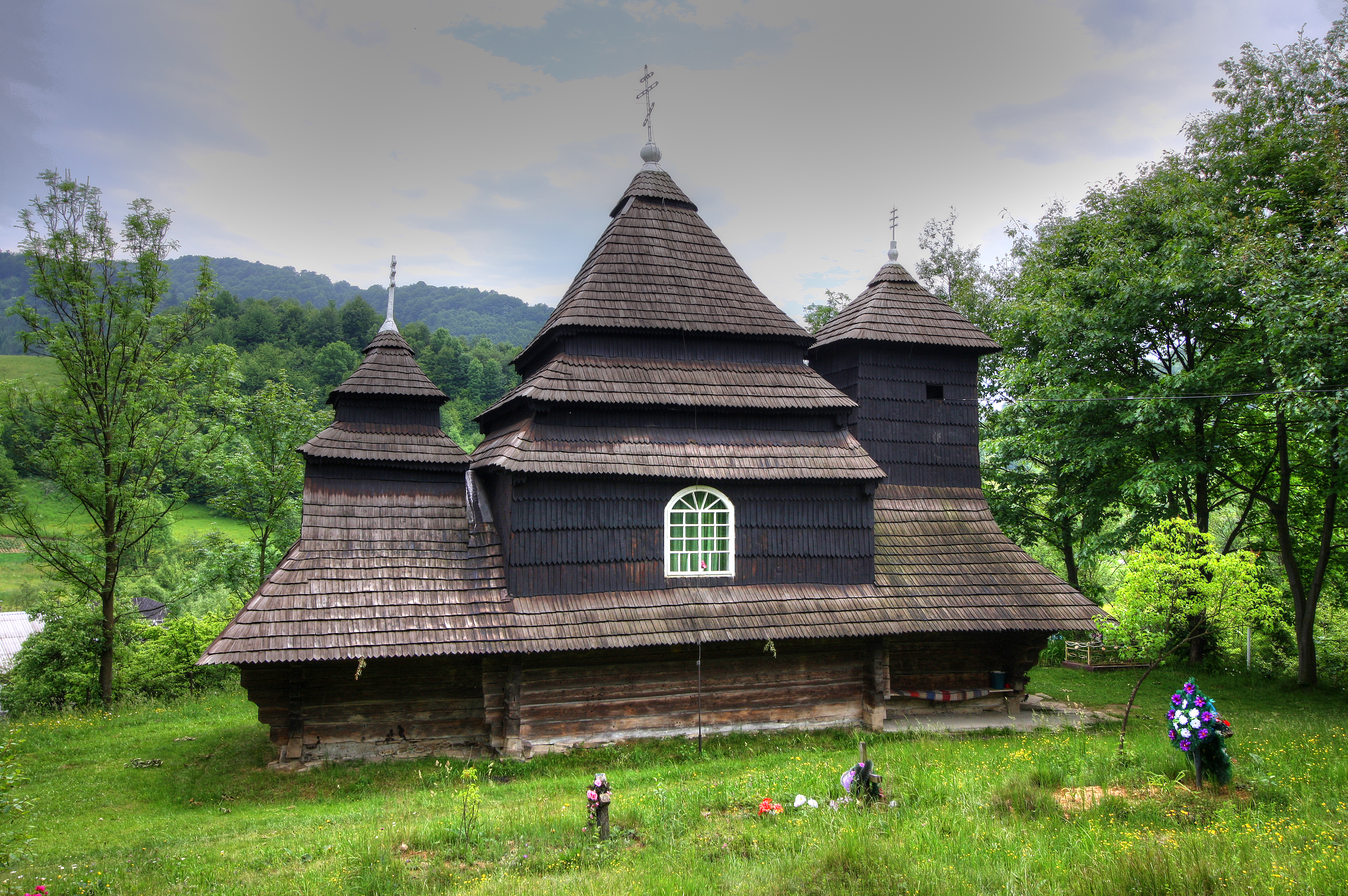
Gesamtansicht

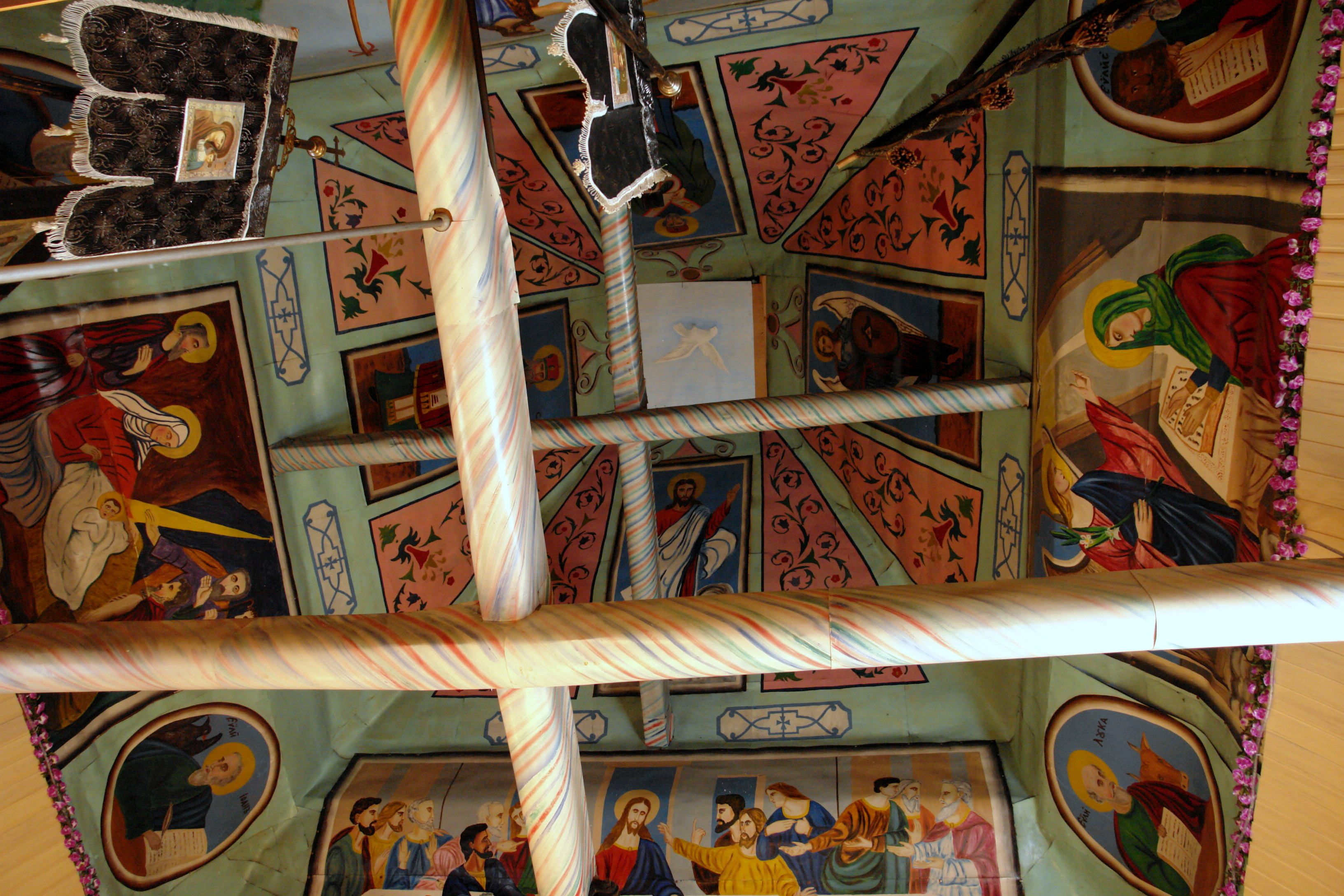
Blick in die ausgemalte Kuppel

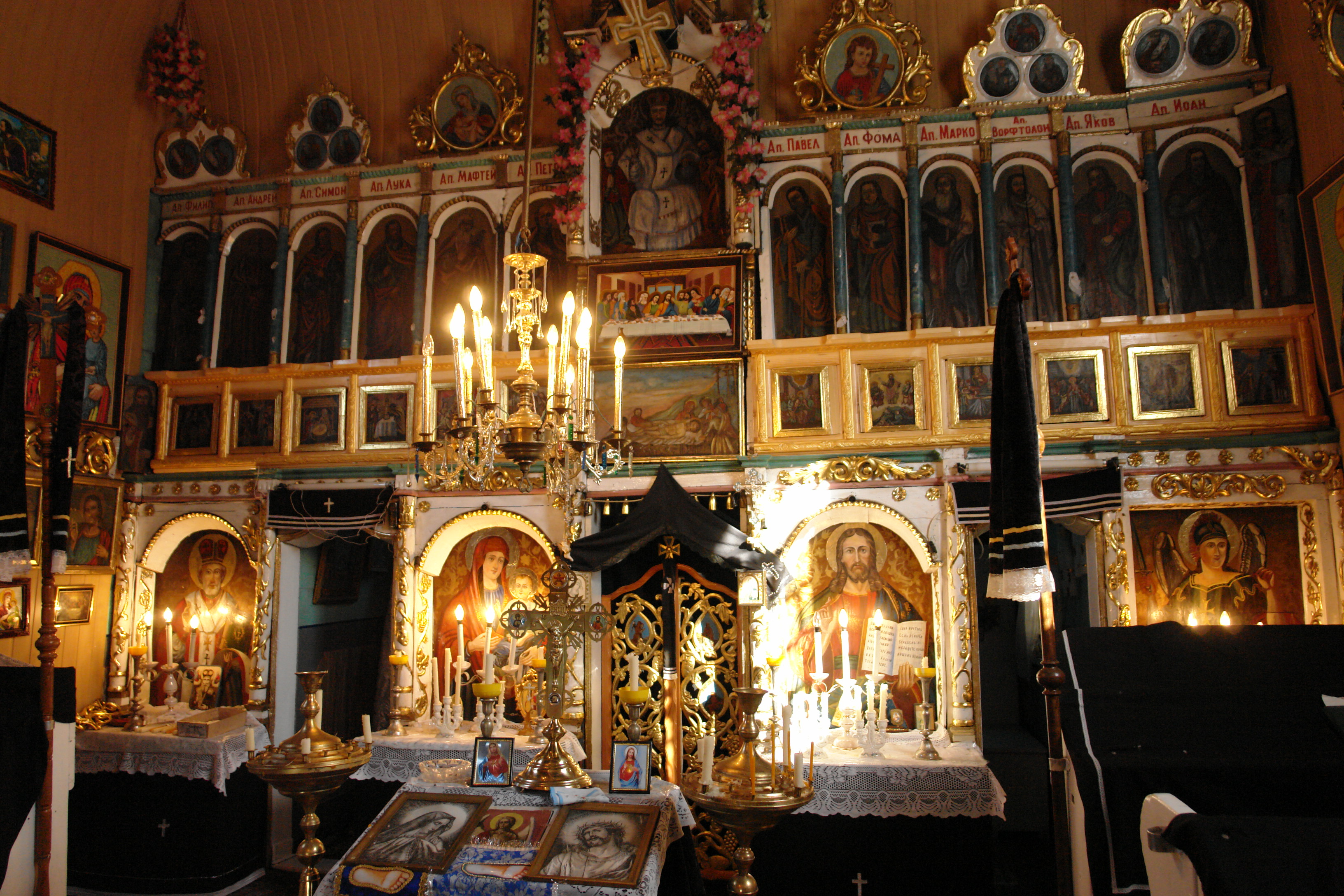
Ikonostase der Kirche

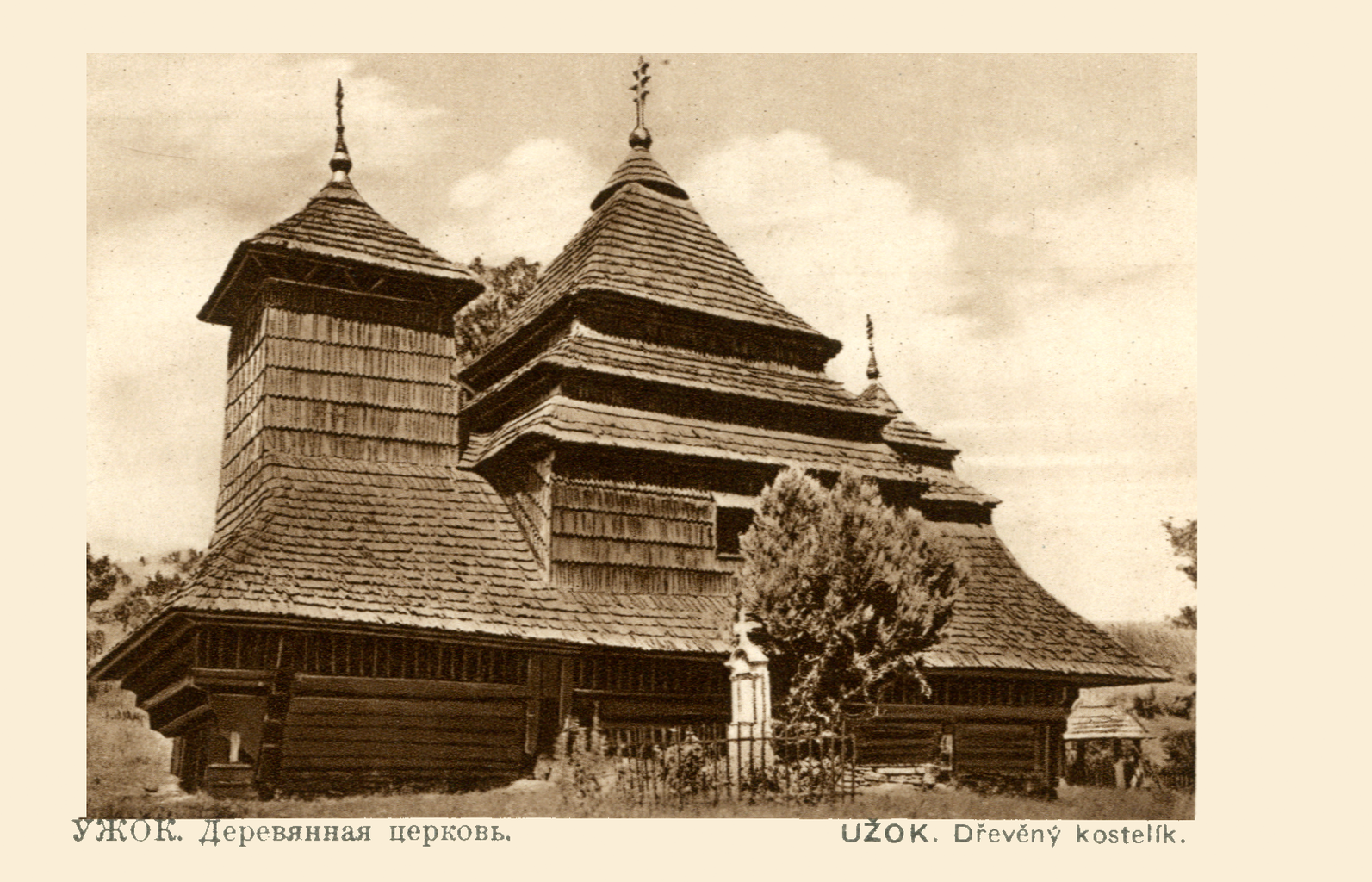
Ansicht mit quadratischem Fenster (1919)

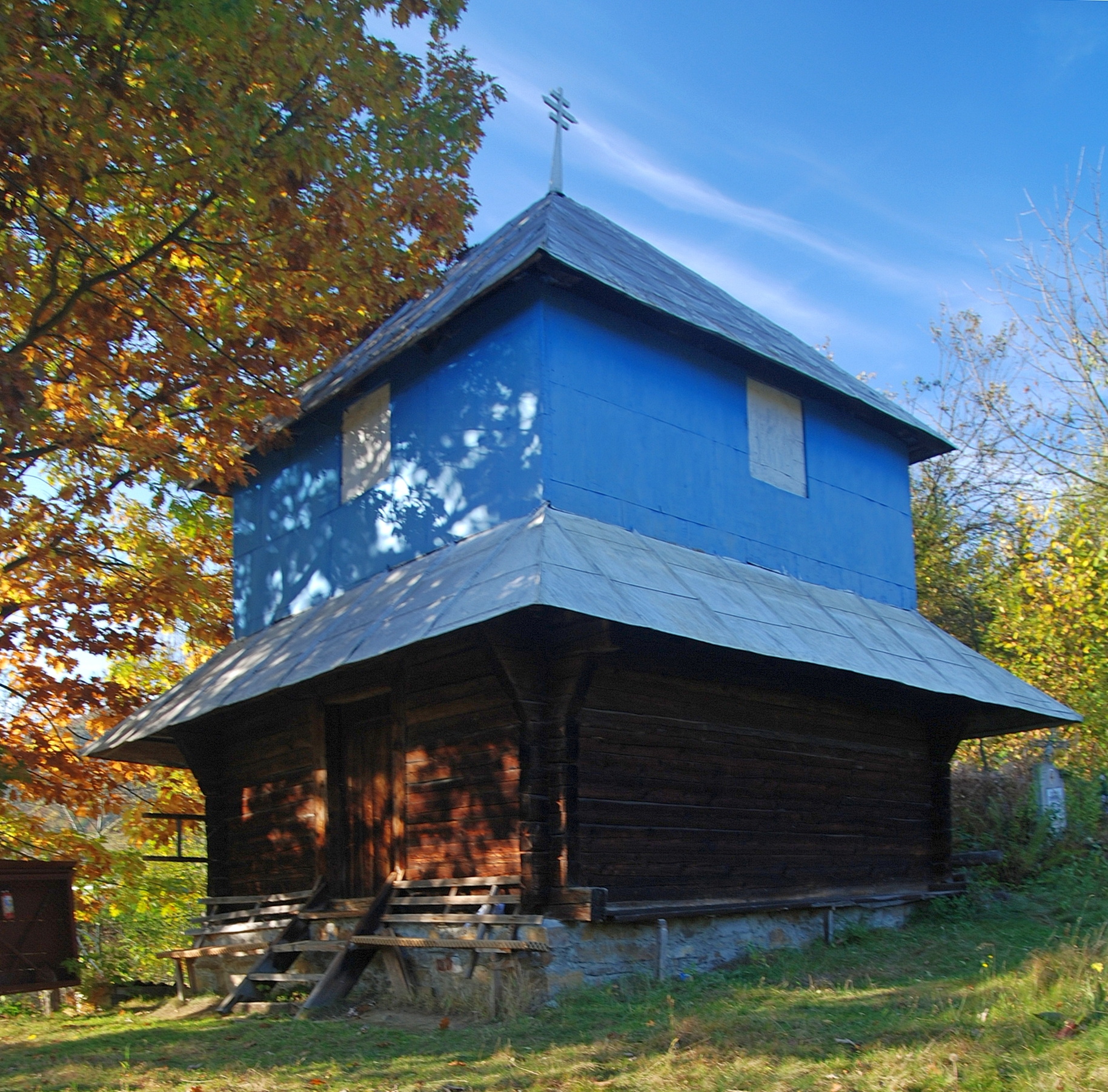
Ansicht des Glockenturms

Die Kirche des Erzengels Michael (ukrainisch Церква св. Архистратига Михаїла Zerkwa sw. Archystratyha Mychajila) ist eine Holzkirche in Uschok (Ужок; Rajon Welykyj Beresnyj) in der Oblast Transkarpatien in der Ukraine. Die Kirche gehört zum grenzübergreifenden UNESCO-Welterbe „Holzkirchen der Karpatenregion“ und ist dem Erzengel Michael geweiht. Sie wird als Kirche genutzt und gehört zur Ukrainisch-Orthodoxen Kirche Moskauer Patriarchats (Українська православна церква (Московський патріархат), УПЦ МП).

## Lage
Die Kirche liegt am ansteigenden Hang westlich des Dorfes Uschok.

## Geschichte
Die Kirche wurde 1745 errichtet. Die Ausstattung des Bauwerks stammt aus dem 18. Jahrhundert. Das Bauwerk lag ursprünglich in höherer Lage, wurde abgetragen und neu errichtet. Die beiden Glocken mussten im Ersten Weltkrieg abgeliefert werden. Der später erlieferte Ersatz war schwerer und wurde nie im Turm der Kirche aufgehängt. Im Jahr 1927 wurde ein freistehender Glockenturm errichtet. Die Kirche ist ein Baudenkmal von nationaler Bedeutung und wurde 2010 mit sieben weiteren Holzkirchen in der Ukraine in die Tentativliste des Weltkulturerbes aufgenommen. Die Einschreibung erfolgte am 21. Juni 2013 gemeinsam mit acht weiteren Objekten der Ostkirchen in Polen.

## Ausstattung
Die Kirche gehört zum bojkischen Bautypus der Holzkirchen, wie die ebenfalls zum Welterbe gehörenden Smolnik (Polen) und Matkiw (Ukraine). Sie besteht aus gehauenen Baumstämmen, die horizontal verlegt sind. Die Dächer sind vollständig mit Holzschindeln unterschiedlichen Formats verkleidet oder bedeckt. Beim Bau wurden keine Nägel verwandt. Die Kirche ist nach Osten orientiert. Über Eingang und Frauengalerie erhebt sich der Glockenturm mit einfachem Dach. Die große Kuppel erhebt sich über dem zentralen Teil des Kirchenschiffs. Sie hat ein dreifach abgetrepptes Dach. Die Kuppel über dem Chorraum hat ein zweifach abgetrepptes Dach. Turm und Kuppeln sind quadratisch angelegt. Die beiden Kuppeln sind zum Innenraum geöffnet und polychrom ausgemalt. Die drei Fenster sind hoch über dem umlaufenden Vordach eingesetzt. Dieses schützt das Fundament des Gebäudes vor Regen oder Schnee. Die Fenster mit Rundbogen sind jüngeren Datums und ersetzten kleinformatige quadratische Fenster. Im Inneren befindet sich eine Ikonostase. Turm und Kuppeln tragen Kreuze.
Am Hang oberhalb der Kirche erhebt sich der 1927 errichtete Glockenturm auf quadratischem Grundriss. Er ist ebenfalls in Holzbauweise ausgeführt. Dach und umlaufendes Vordach sind mit Blech verkleidet.